# Vince Spadea

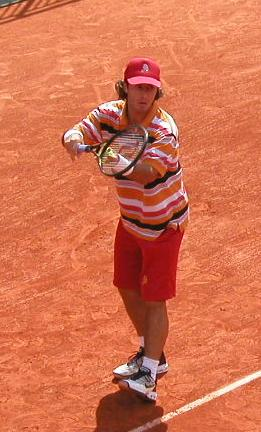
Vince Spadea

Vince Spadea, född 4 juli 1974 i Chicago, USA, är en amerikansk före detta tennisspelare som spelade på ATP-touren från 1993 till 2011.
Vincent vann en singeltitel och tre titlar i dubbel. Hans bästa placering på världsrankingen var som nummer 18 vilket han nådde i februari 2005.